# Politécnico Regional "Los Andes" Juliaca
El Colegio Emblemático Politécnico Regional "Los Andes" es uno de los más antiguos y principales de la Ciudad de Juliaca. Fue fundado el 15 de mayo de 1946 con el nombre de Instituto Nacional Industrial N 35, en 1964 cambio de nombre a Politécnico Industrial Regional "Los Andes". En la actualidad lamentablemente cuentan con una infraestructura de antaño.

## Historia
Fue fundado por el presidente de la República José Luis Bustamante y Rivero con el nombre de Instituto Nacional Industrial N 35 de Juliaca, en 1964 cambio de nombre a Politécnico Industrial Regional “Los Andes” (PIRA). 
El 9 de noviembre de 1994, es promulgado con R.D. N° 0797-1994, a la Gran Banda Escolar de Músicos de la Institución como Patrimonio Cultural y Educativo de la Ciudad de Juliaca.
En julio de 1996, participó en el Concurso Nacional de Conocimiento “Los que más Saben” organizado por Radio Programas del Perú, quedando entre los 12 mejores colegios a nivel nacional. 
El 27 de abril de 2011, es incorporado al Programa Nacional de Recuperación de las Instituciones Educativas Públicas Emblemáticas y Centenarias. El 2015, el Politécnico se llevó el primer lugar, mientras que los colegios José Antonio Encinas y Comercio 32, ocuparon el segundo y tercer lugar respectivamente.

## Lema
“Un Politecniano, Ejemplo de Disciplina, Cultura y Tecnología”.

## Exalumnos Politécnico Juliaca

### Asociación de Exalumnos
La Asociación de Exalumnos - Ex docentes de la Emblemática I.E. Politécnico Regional “Los Andes”, fue creada el 27 de octubre del 2017, por iniciativa de Exalumnos del Colegio Politécnico, dejando planteada las bases organizativas y jurídicas. Muchos de los fundadores, hoy son miembros activos de la Asociación.

### Presidentes
La siguiente es la lista de personas que tuvieron a su cargo la Presidencia de la Asociación de Exalumnos de la Emblemática I. E. Politécnico Regional “Los Andes”.
| Nº | Presidentes               | Inicio del mandato | Fin del mandato |
| -- | ------------------------- | ------------------ | --------------- |
| 1  | Hernán Quispe Callo       | 2017               | 2020            |
| 2  | Mario Elias Espillico Zea | 2021               | 2023            |
| 3  | Luis Antonio Carpio Reyes | 2023               | actual          |

### Copa Chancalata
En el año 2017, se organizó el “1er Campeonato de Exalumnos”.

### Estudiantes Ilustres
- David Mamani Paricahua; fue profesor de Música y Alcalde de la Provincia de San Román.
- Oswaldo Marín Quiro; es Licenciado en Educación, fue Alcalde de la Provincia de San Román.
- Willy Pacta Mamani; Contador Público, fue Presidente del Club Atlético Politécnico.
- Walter Jilapa Santander; Poeta, Cirujano Dentista, fue Presidente de la Casa del Poeta Peruano.
- Hernán Quispe Callo; Profesor, Piloto de Rally y Empresario Juliaqueño, fue Presidente de la Asociación de Ex alumnos del Colegio Politécnico de Juliaca.
- David Sucacahua Yucra; Magíster en Educación y Docencia en Educación Superior, fue Alcalde de la Provincia de San Román.
- Jaime Velarde Marin; Contador Público, excombatiente de la Cordillera del Cóndor.
- Mario Elias Espillico Zea; fue Presidente de la Asociación de Exalumnos del Colegio Politécnico de Juliaca.
- Luciano Elías Huahuasoncco Hancco; Empresario Puneño, fue Alcalde del Distrito de Orurillo y Alcalde de la Provincia de Melgar-Ayaviri.
- Russell Nilver Mamani Hancco; Contador Público, es Alcalde de la Provincia de Melgar - Ayaviri
- Franco Rojas Caila; Docente, Compositor y Cantautor, creó su propia agrupación llamado "Sinceridad".
- Yván Quispe Apaza; Ingeniero Economista, fue Congresista de la República del Perú por Puno, el 29 de julio de 2021, fue nombrado como Ministro de la Producción del Perú.
- Luis Antonio Carpio Reyes; Empresario Juliaqueño, es Presidente de la Asociación de Exalumnos del Colegio Politécnico de Juliaca.

## Club Atlético Politécnico
El Club Atlético Politécnico, es una institución deportiva representativa de la ciudad de Juliaca, tiene una estrecha ligazón con el colegio, se fundó el 27 de mayo de 1957 bajo el nombre de Club Atlético Industrial.